# Chaîne du Haut-Piton
Pour les articles homonymes, voir Piton (homonymie).
La chaîne du Haut-Piton est un massif montagneux qui s'étend le long de la péninsule Nord d'Haïti. Elle constitue le prolongement du massif du Nord. Elle se termine au bord de la mer des Caraïbes face à l'île de la Tortue. La chaîne culmine au pic du Haut-Piton à une altitude de 1 183 mètres.